# Tryggve Gran

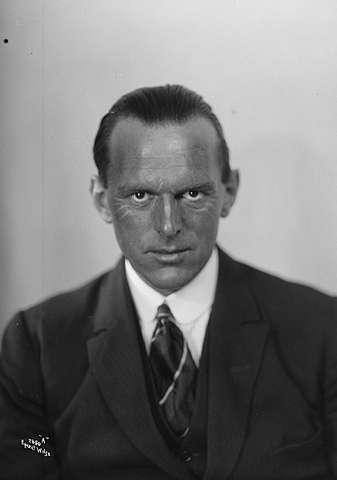
Tryggve Gran, 1923

Jens Tryggve Herman Gran [… tʀygɘ … gɾaːn] (* 20. Januar 1888 in Bergen, Norwegen; † 8. Januar 1980 in Grimstad, Norwegen) war ein norwegischer Flugpionier, Polarforscher und Autor. Er gehörte Robert Falcon Scotts zweiter Südpolexpedition (1911–1913) an und schaffte 1914 die erste Überquerung der Nordsee per Flugzeug.

## Leben

Tryggve Gran, 1892 (Bildmitte)

Tryggve Gran kam als Sohn des wohlhabenden Schiffbaumeisters Jens Gran (1828–1894) und dessen Frau Karoline Sofie Olberg (1848–1928) zur Welt. Seine Schulzeit absolvierte er in Bergen, Lausanne und Lillehammer. Während seines einjährigen Schulaufenthalts in der Schweiz im Jahr 1900 erwarb er sich Grundkenntnisse in Deutsch und Französisch. 1903 kam es zur Begegnung mit dem deutschen Kaiser Wilhelm II., der gelegentlich bei einer befreundeten Familie zu Gast war. Nach dieser Begegnung hatte Gran den Wunsch, Marineoffizier zu werden. Im Anschluss an seine schulische Ausbildung besuchte er deshalb ab 1907 die Kadettenanstalt der norwegischen Marine, schied aber aus, ohne einen Abschluss erreicht zu haben. 1910 graduierte Gran als sogenannter Privatist zum Magister Artium. Zudem war er einige Jahre Mitglied des Nygaards Bataillons, einer als Buekorps bezeichneten Jugendorganisation mit militärischer Formalausbildung.
Gran war ein begeisterter Fußballer und spielte für den 1903 gegründeten Mercantile Fotballklubb, Oslo (seit 2006 fusioniert mit dem Nordstrand Idrettsforening, Oslo). 1908 wurde er für das erste internationale Spiel in die norwegische Nationalmannschaft berufen. Das Spiel gegen Schweden in Göteborg verlor Grans Mannschaft allerdings mit 3:11.

### Terra-Nova-Expedition in die Antarktis

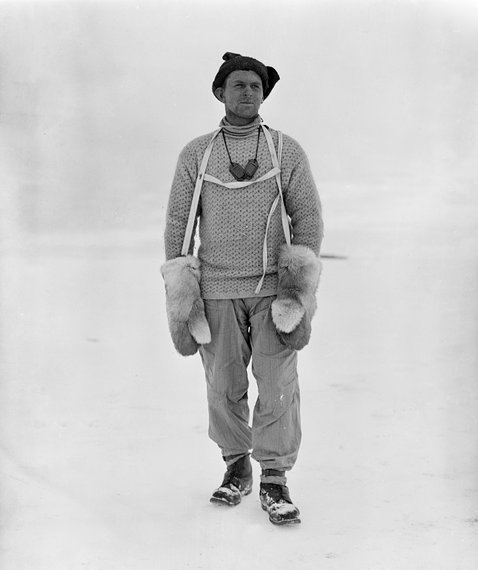
Tryggve Gran 1911 in der Antarktis

Grans wissenschaftliches Interesse, seine Entdeckungslust, und nicht zuletzt sein skifahrerisches Können führten dazu, dass ihn Fridtjof Nansen 1910 dem Polarforscher Robert Falcon Scott empfahl. Dieser war von Grans Fähigkeiten beeindruckt und nahm ihn 1911 auf seine Terra Nova Expedition in die Antarktis mit, wo Gran das Team im Umgang mit den Skiern unterwies. Er bedauerte den durch seinen Landsmann Amundsen ausgelösten Wettstreit um das erstmalige Erreichen des Südpols ausdrücklich, wurde aber dennoch bei der Auswahl der Teilnehmer an der Pol-Expedition von Scott nicht berücksichtigt. Nachdem Scott mit 15 Begleitern im Oktober 1911 vom Basislager am Kap Evans zum Südpol aufgebrochen war, begleitete Gran Thomas Griffith Taylor (1880–1963), Frank Debenham (1884–1965) und Robert Forde (1875–1959) zu einer geologischen Expedition in das Gebiet der Antarktischen Trockentäler (siehe Zweite geologische Expedition (November 1911–Februar 1912)). Als Scott, Wilson, Oates, Bowers und Evans im März 1912 noch immer nicht von ihrer Pol-Expedition zum Basislager zurückgekehrt waren, beteiligte sich Tryggve Gran an der von Edward Atkinson (1881–1929) geleiteten Such- und Rettungsmannschaft, die sechs Monate später in einem Zelt die Leichen von Scott, Wilson und Bowers auffand und begrub. Das Tagebuch Scotts gab zudem Auskunft über das Schicksal von Oates und Evans. Vor das Grab stellte Gran seine Skier als Kreuz auf und fuhr auf Scotts Skiern zurück – so hatten wenigstens Scotts Ski die Reise vollendet, soll Gran gesagt haben. Gran wurde hierfür von König George V. die Polar Medal verliehen.
Im Dezember 1912 bestieg Gran zusammen mit Raymond Priestley, Frederick Hooper (1891–1955) und George Abbott (1880–1923), sowie Frank Debenham und Harry Dickason (1885–1943) als Unterstützungsgruppe, noch den antarktischen Vulkan Mount Erebus (Erstbesteigung im März 1908), während dieser durch eine plötzliche Eruption einen gefährlichen Steinregen auslöste.
Auf seinem Rückweg von der Antarktis traf Gran auf den irischen Piloten Robert Lorrain und begeisterte sich seither für die Fliegerei. Auf der Pilotenschule von Louis Blériot in Paris erwarb Gran seine Fluglizenz. Sein fliegerisches Meisterwerk, der erste Nordseeüberflug im Jahre 1914 (siehe Erstflug über die Nordsee), fand wegen des Ersten Weltkriegs zunächst kaum Beachtung.

### Erster Weltkrieg
Gran war zu dieser Zeit bereits Premierløytnant (Oberleutnant) der Norwegischen Luftwaffe. Zu Kriegsbeginn meldete er sich freiwillig der britischen Royal Air Force, wo er als Norweger wegen deren Neutralität abgelehnt wurde. Unter falscher Identität als kanadischer Captain namens „Teddy Grant“ bewarb er sich erneut und wurde angenommen. Er diente in London, der Westfront und in Archangelsk und wurde während des Krieges zum Major befördert und mit dem Military Cross ausgezeichnet. Nachdem Gran nach dem Krieg Hermann Göring kennengelernt und sie ihre Flugbücher verglichen hatten, behauptete er, Göring am 8. oder 9. September 1917 in einem Luftkampf abgeschossen zu haben.
Nach dem Krieg hielt Gran Vorträge über die Fliegerei und seine Reisen in die Polargebiete. 1928 leitete er eine Suchmannschaft zur Rettung von Roald Amundsen, als dieser auf einer Rettungsexpedition für Umberto Nobile in der Arktis verschollen war. Amundsen wurde bis heute nicht gefunden.

### Zweiter Weltkrieg
Während des Zweiten Weltkriegs war Tryggve Gran Mitglied der norwegischen faschistischen Partei Nasjonal Samling (NS) unter Vidkun Quisling, die seine Popularität als Flugpionier für die Kriegspropaganda einsetzte – 1944 erschien eine norwegische Briefmarke zum 30. Jahrestag von Grans Nordseeüberquerung. Quisling wurde von der deutschen Besatzungsadministration als Ministerpräsident eingesetzt und blieb bis zu seiner Verhaftung im Mai 1945 an der Macht; kurz danach wurde Quisling wegen Hochverrat hingerichtet. Gran wurde 1948, ebenfalls wegen Hochverrat, zu 18 Monaten Gefängnis verurteilt.
Über Grans Motive, sich während der deutschen Besetzung der norwegischen NS anzuschließen, gibt es verschiedene Vermutungen: Gran war mit Göring befreundet und zudem verbittert darüber, dass die Norwegischen Streitkräfte ihm keinen Posten in der Luftwaffe angeboten hatten. Gran fürchtete möglicherweise aber auch Repressionen wegen seiner Einsätze für die britische Luftwaffe während des Ersten Weltkriegs.

### Nach 1945
1971 enthüllte Gran in Cruden Bay ein Denkmal für seinen Nordseeüberflug, das der Lehrer Bill Currie vom Robert Gordon’s College in Aberdeen mit seinen Schülern gefertigt hatte.
Tryggve Gran war dreimal verheiratet. Die Ehe mit der Schauspielerin Lilly St. John (eigentlich Lilian Clara Johnson) dauerte von 1918 bis 1921. Von seiner zweiten Frau Ingeborg Meinich (1902–1997) ließ er sich ebenfalls scheiden. Mit Margaret Benedicte Sofie Fredrikke Borgen Schønheyder (1916–?), einer bekannten Porträtmalerin, die er 1941 ehelichte, hatte er einen Sohn Hermann Gran (* ca. 1944). Tryggve Gran starb in seinem Heimatort Grimstad am 8. Januar 1980. Ihm zu Ehren sind in der Antarktis der Mount Gran und der Gran-Gletscher im Viktorialand sowie die Landspitze Tryggve Point auf der Ross-Insel benannt.

## Erstflug über die Nordsee

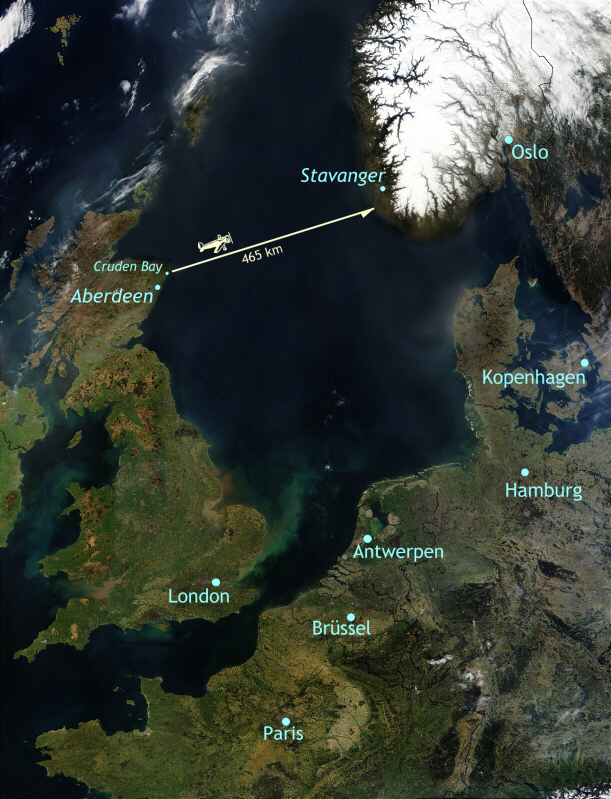
Flugstrecke der ersten Flugüberquerung der Nordsee am 30. Juli 1914

1914 bereitete sich Tryggve Gran auf seine Pioniertat vor: die erste Überquerung der Nordsee von Großbritannien nach Skandinavien im Flugzeug. Die besondere Schwierigkeit des Unternehmens lag vor allem in dem zu findenden Kompromiss aus großer Treibstoffmenge und niedrigem Gewicht, denn die damaligen Flugzeuge besaßen nur geringe Reichweiten.

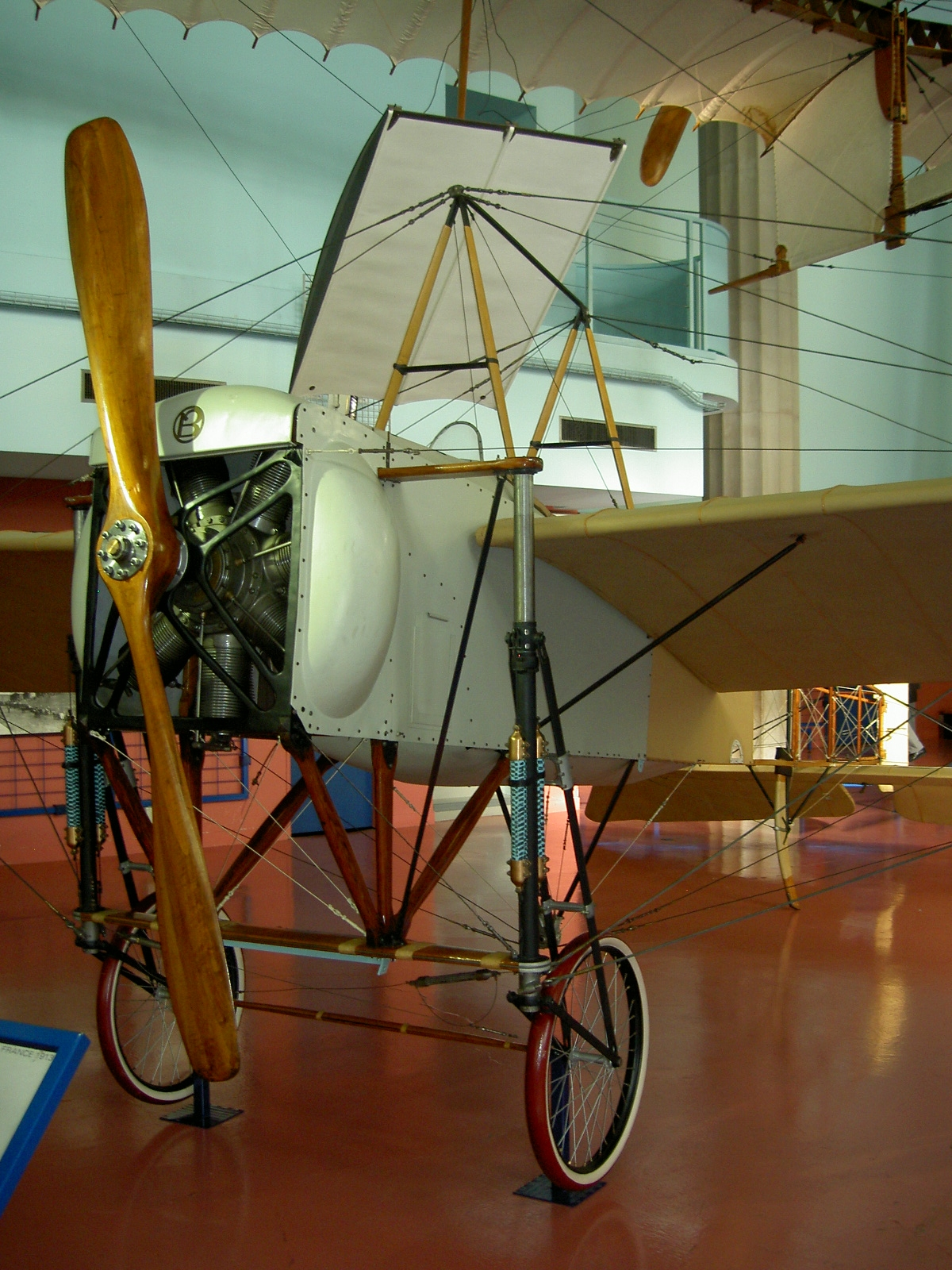
Blériot XI-2 im Musée de l'Air et de l'Espace beim Flughafen Le Bourget nahe Paris, die Maschine von Adolphe Pégoud

Grans Maschine war ein zweisitziger, offener Eindecker vom Typ Blériot XI-2 und war bestückt mit einem 70 PS Gnome-et-Rhône-Motor: Höchstgeschwindigkeit: 106 km/h, Flugdauer (ohne Reserve): max. 3,5 Stunden (= 371 km Reichweite ohne Wind). Mit einem Vorläufer dieses Typs stellte dessen Hersteller Louis Blériot 1909 den damaligen Dauerflugrekord auf (37 Minuten) und absolvierte den ersten Überflug des Ärmelkanals – Blériot kam damit Gran zuvor, der sich bis dahin dasselbe Ziel gesetzt hatte. Blériot überließ Gran die Ça Flotte getaufte Maschine zum halben Preis (13.000 ₣); mit einem Lastwagen wurden die Teile nach Schottland gefahren und dort zusammengebaut.
Um die Nutzlast für Treibstoff zu erhöhen, baute Gran größere Tanks ein und diverse Teile des Flugzeugs aus, verzichtete selber auf Jacke, Überhose und Stiefel und navigierte einzig mit einem Magnetkompass, von dem später gerne erzählt wurde, er habe nur fünf Kronen gekostet.
Ende Juli 1914 war Gran abflugbereit, doch er wartete auf bessere Wetterbedingungen: kein Nebel und vor allem Westwind. Wegen des erwarteten Krieges wurde angekündigt, ab dem 30. Juli, 18 Uhr den britischen Luftraum für private Flüge zu sperren. Als um 8 Uhr morgens dieses Tages das Wetter endlich günstig schien, startete Tryggve Gran von Cruden Bay, Schottland (nahe Aberdeen) vor einer Handvoll Zuschauer. Als Startbahn diente ihm eine befestigte Fläche neben einem Wäschereigebäude; er lief dabei Gefahr, die Oberleitung einer elektrischen Förderbahn zu streifen. Während des Fluges geriet Gran in eine Nebelbank, der er wegen des äußerst knappen Treibstoffs nicht ausweichen konnte. Kurz darauf setzte der Motor aus, doch Gran konnte ihn wieder starten. Nach 4½ Stunden landete er glatt in Jæren, Norwegen (bei Stavanger); er hatte ca. 475 km zurückgelegt und kaum noch Treibstoff. Seiner Leistung wurde angesichts der politischen Situation in Europa kaum Beachtung geschenkt – fünf Tage später erklärte Großbritannien Deutschland den Krieg.
Ça Flotte, von Gran später umbenannt in Nordsjøen (norw. Nordsee) steht heute im Norsk Teknisk Museum in Oslo.

## Trivia
„Ich hörte ein Geräusch… Wie ein Pistolenschuss. Es war Scotts Arm, der brach, als sie versuchten, sein Tagebuch unter dem Körper hervorzuholen.“

## Werke
- Hvor sydlyset flammer. 1915; Wo das Südlicht flammt. 1928 (dt. von Adrian Mohr)
- Under britisk flagg: krigen 1914–18. 1919
- Triumviratet. 1921
- En helt: Kaptein Scotts siste færd. 1924
- Mellom himmel og jord. 1927
- Heia – La Villa. 1932
- Stormen på Mont Blanc. 1933
- La Villa i kamp. 1934
- Slik var det: Fra kryp til flyger. 1945
- Slik var det: Gjennom livets passat. 1952
- Kampen om Sydpolen. 1961
- Første fly over Nordstemmen: Et femtiårsminne. 1964
- Fra tjuagutt til sydpolfarer. 1974
- Mitt liv mellom himmel og jord. 1979